# Jane Cowie
Barbara Jane Cowie (* 1962) ist eine australische Glaskünstlerin.

## Leben
Nach dem Abschluss ihres Studiums der Bildenden Kunst am College of the Arts in Sydney unternahm Cowie in den 1980er Jahren zur Entwicklung ihrer handwerklichen Fähigkeiten ausgedehnte Studienreisen zu Glashütten in Australien, Europa, den Vereinigten Staaten, Singapur, Indien, China und Japan, wo sie auch an Ausstellungen in privaten und öffentlichen Galerien teilnahm. Cowie war von 1995 bis 2001 Vorstandsmitglied des JamFactory Craft Centre, von 1993 bis 2001 des Craftsouth, Centre for Contemporary Craft and Design und von 1993 bis 2002 des Verbandes Australian Association of Glass Artists (Ausglass), dem sie zwei Jahre als Präsidentin vorstand.
Sie kuratierte seit 1990 zahlreiche Ausstellungen und unterrichtete Glasmacherei, unter anderem an der Edith Cowan University in Perth und der University of South Australia in Adelaide. 2003 zog sie nach Singapur und lehrte dort als Dozentin Glasmacherei am Lasalle College of the Arts. In Singapur war sie als Glaskünstlerin für die Architectural Glass and Design Company tätig, mit der sie vier Jahre zusammenarbeitete und einige großformatige architektonische Kunstglasinstallationen umsetzte. Für ihre Arbeiten benutzt sie verschiedene Materialien wie Metall, Gewebe, Keramik und Kunstglas. 2005 erhielt sie mit ihrer Dissertation „A Glassmakers Perspective. History and Practice of Studio Glassmaking in South Australia“ den Titel Master of Visual Arts.
Im Jahr 2006 gründete Cowie in Singapur ihre eigene Firma Art Glass Solutions, für die sie vorwiegend als Creative Director tätig ist. Als Beraterin, Designerin und Produktionsleiterin ist Cowie in größere Teams von Glasmachern, Kunden, Designern und Architekten eingebunden und schuf so Kunstwerke, Beleuchtungselemente und architektonische Installationen für Privathäuser, Büros, Hotel-Lobbys und öffentliche Räume in Singapur, den Philippinen, Macau, Malaysia und China; dazu gehören:
- 2008 – Harbour Front Office Building, geblasener und heiß modellierter reflektierender Teich, Singapur
- 2009 – InterContinental Foshan, Kunstarchitektur in dem Eingangsbereich der Lobby und den ganztägigen Speiseräumen, Foshan, China
- 2010 – Mapletree Business Park, künstlerische Gestaltung im Teichbereich auf der ersten Etage, Turm 1, Singapur
- 2010 – Republic Plaza, Konstruktionselemente für die Lobbybereiche, Singapur
- 2012 – Artist Consultant, Conrad Hotel, Kunstarchitektur im Eingangsbereich der Lobby, Peking, China
- 2013 – Resort Hotel, Zhuhai, China
- 2013 – Koordination der Glaskünstler und der Produktion der Bouquet Artworks in den Enchanted Gardens des Changi Airports (Terminal 2), Singapur
- 2013 – Ocean Financial Centre, Kunstwerk auf öffentlichem Fußgängerbereich, Republic Place, Singapur
- 2013 – Coral Harmony, Künstlerberaterin für das zentrale Kunstwerk in der Dolphin Lobby, Hengqin, Zhuhai, China
- 2014 – Forest of Lights Ballroom Installation, Künstlerberater für A Million Lights, South Beach Hotel, Singapur
- 2014 – The Boutiq, Kunstwerk am Teich im Eingangsbereich zu The Palette Condominium, Singapur

## Ausstellungen
Einzelausstellungen (Auswahl)
- 1995 – Inflorescence, Jam Factory Craft and Design Centre Gallery, Adelaide, South Australia, Australien
- 1996 – Collections and Collectables, Urban Cow Gallery, Adelaide
- 1999 – Luggage: collected and carried, Object Galleries, Sydney, New South Wales
- 2003 – Thesis Exhibition, a display of thesis research findings, J111 Gallery, University of South Australia, Adelaide
- 2003 – Chenille2, Zu Gallery, Adelaide
- 2004 – Displaced, objects of nostalgia and other souvenirs, Alliance Francaise Gallery, Singapur
- 2005 – Memento. Objects of connectivity, Prospect Gallery, South Australia
- 2005 – Obedience…, Artyfakt Gallery, Singapur
- 2007 – Fragile homes…, Artyfakt Gallery, Singapur
- 2008 – Things said, things left unsaid…, Fost Gallery, Singapur
- 2009 – Scent Away, Fost Gallery, Singapur
- 2017 – Gauge – A matter of moisture – An installation by B. Jane Cowie. Sturt Gallery, Mittagong, New South Wales[7]

Gruppenausstellungen (Auswahl)
- 1991 – 10th Anniversary Australian Glass Triennial national touring exhibition, City Art Gallery, Wagga Wagga, New South Wales
- 1993 – Studio Glass Design, City Art Gallery, Wagga Wagga, New South Wales
- 1996 – A Matter of Weight, Wanderausstellung in regionalen Galerien von New South Wales
- 1997 – On the Tide, SA Maritime Museum, Adelaide, South Australia
- 1998 – Locate/Relocate, Wanderausstellung in regionalen Galerien von Western Australia, South Australia and New South Wales
- 1999 – Art, Design, the Process, Ivan Dougherty Gallery, Sydney, New South Wales
- 2000 – House, Gallery JJJ, University of South Australia, Adelaide, South Australia
- 2003 – The Visible Man, Glasmuseet, Ebeltoft, Dänemark
- 2006 – Kuo Chuan Lifestyles, Showhaus Gallery, Singapur
- 2006 – Room for Living, Artyfakt Gallery, Singapur
- 2007 – The Universal House, Design Festival Exhibition, Singapur
- 2008 – Fragments, Forth Gallery, Singapur
- 2009 – Palimpsest, Sculpture Square, Singapur
- 2014 – Still Life, Savoy Gallery, Tilburg, Niederlande
- 2017 – Sculpture by the Sea, Sydney, New South Wales; mit Swirling Surround, bestehend aus 999 Acrylfischen.[9]

## Veröffentlichungen
- Luggage. Collected and carried. Object Galleries, Sydney 1999, 16 S.
- A Glassmakers Perspective. History and Practice of Studio Glassmaking in South Australia. University of South Australia, Adelaide, 20. November 2004.
- Chenille. Comfort. Cosy. Things. Government of South Australia, Arts South Australia, Adelaide 2005